# Alexander Dinelaris
Alexander Dinelaris Jr. (New York, 20 marzo 1968) è uno sceneggiatore, drammaturgo e produttore cinematografico statunitense.

## Filmografia

### Sceneggiatore
- Birdman (Birdman or (The Unexpected Virtue of Ignorance)), regia di Alejandro González Iñárritu (2014)
- Carmen, regia di Benjamin Millepied (2022)

### Produttore
- Birdman (Birdman or (The Unexpected Virtue of Ignorance)), regia di Alejandro González Iñárritu - produttore associato (2014)
- Revenant - Redivivo (The Revenant), regia di Alejandro González Iñárritu - co-produttore (2015)
- Directions, regia di Chase Tarca - cortometraggio, produttore esecutivo (2015)

## Teatro

### Drammaturgo
- Zanna, Don't! - musical (2003)
- On Your Feet! - musical (2015)
- The Bodyguard - musical (2016)

## Riconoscimenti
Premio Oscar
- 2015 – Migliore sceneggiatura originale per Birdman

Golden Globe
- 2015 – Migliore sceneggiatura per Birdman

Premio BAFTA
- 2015 – Candidatura per la miglior sceneggiatura originale per Birdman